# Theodor Neuberger
Theodor Neuberger (* 5. Dezember 1856 in Camberg; † 1. November 1938 in Hamburg) war ein deutscher Psychiater.

## Leben und Wirken
Theodor Neuberger begann zum Wintersemester 1876/77 ein Medizinstudium an der Universität Würzburg. Nach einem Wechsel an die Universität Straßburg und der Approbation 1882 arbeitete er vertretungsweise als praktischer Arzt. Anschließend assistierte er Georg Meyer an der Heil- und Pflegeanstalt in Osnabrück. Neuberger wechselte an die Irrenanstalt Friedrichsberg in Hamburg unter Leitung von Daniel Wilhelm Reye. Hier erhielt er 1885 eine Stelle als Assistenzarzt und wurde 1888 zweiter Arzt. 1892 engagierte er sich im Kampf gegen die Cholera, von der auch das Krankenhaus Friedrichsberg betroffen war. Nachdem er 1898 zum Oberarzt ernannt worden war, übernahm Neuberger 1906 eine Stelle als Direktor der Irrenanstalt Langenhorn und erhielt ein Jahr später einen Titel als Professor.
Unter Neubergers Führung erfolgten wesentliche Erweiterungen der Langenhorner Anstalt, auch, um das Krankenhaus in Friedrichsberg entlasten zu können. Nach ersten Maßnahmen von 1898 bis 1900 bot die Einrichtung Platz für 500 Patienten. 1904 begann der Bau eines gesicherten Gebäudes für forensisch psychiatrische Patienten, der im Mai 1905 abgeschlossen werden konnte. Nach Erweiterungen 1908 hatte die Langenhorner Einrichtung 1909 Platz für 1200 Personen. Neuberger hatte schon vor der Fertigstellung dieser Gebäude weitere Baumaßnahmen gefordert, die 1910 bis 1914 durchgeführt wurden. Die Anstalt hatte nun eine Kapazität von 2000 Betten.
Während des Ersten Weltkriegs und insbesondere des Steckrübenwinters verschlechterte sich die Lebensmittelversorgung auch für die Patienten der Langenhorner Anstalt. Dies führte zu höheren Sterblichkeitsraten, auch, weil viele Verantwortliche psychisch kranke Personen benachteiligten und Personal und Patienten keine gleichen Rationen zuteilten. Auch Neuberger, der als politisch loyal galt und später der DNVP beitrat, teilte anfangs diese Ansichten, auch, da er möglichen Unruhen vorbeugen wollte.
Neuberger, der kaum publizierte, leitete die Anstalt bis zum 31. Januar 1924. Seit 1932 trägt der Neubergerweg in Hamburg-Langenhorn den Namen des Psychiaters.